# Destinée Doukaga
 (février 2018).
Destinée Doukaga, de son nom complet Destinée Hermella Doukaga, est une écrivaine, pilote et femme politique congolaise, née le 8 octobre 1983 à Dolisie, au sud-est du Congo, dans le Département du Niari en République du Congo.
Membre du Parti congolais du travail (PCT), elle est, en république du Congo, Ministre du Tourisme et des Loisirs et Députée élue de Nyanga.

## Biographie

### Formations et début
Diplômée en Génie mécanique de l'Université Marien Ngouabi de Brazzaville, au Congo, Destinée Doukaga est détentrice d'un Master en Administration Publique avec spécialité État et Organisations Publiques de l'Université de Poitiers en France.
Elle est formée comme pilote à Steenokkerzeel, en region flamande, en Belgique et à Montpellier en France.
Destinée Doukaga a dans ses débuts travaillé dans l'industrie pétrolière dans divers pays, entre autres au Congo, en Afrique du Sud, en France et aux Emirats Arabes Unis.

### Carrière politique
Lors de la campagne électorale de 2016 en République du Congo, Destinée Doukaga s'est rangée avec son parti politique, le Front Patriotique, pour soutenir la candidature Denis Sassou-Nguesso. Elle est porte-parole du candidat pour les questions sociales. Après victoire du Président Sassou Nguesso à la suite de cette élection, elle est nommée Ministre de la Jeunesse et de l'Éducation Civique, poste auquel elle s'affirmera avec ambition de restaurer les valeurs et les symboles de la République.
En dépit d'un contexte économique et financier difficile, Destinée Doukaga se distingue avec la revalorisation de la levée des couleurs dans les établissements scolaires et des Journées nationaux du Civisme et Journée nationale de la Jeunesse commémorées respectivement les 11 janvier et 28 février de chaque année en République du Congo, ainsi qu'avec la règlementation des accueils collectifs des mineurs au Congo.
Quelque peu avant son départ du Ministère de la Jeunesse, elle réussit à faire adopter au Parlement la loi instituant le Corps des Jeunes Volontaires du Congo, un programme de développement du volontariat national comme stratégie d'inclusion socioprofessionnelle.
Loyale au Président Sassou Nguesso, elle contribue à l'élection de celui-ci en mars 2021 en assumant les missions de porte-parole du candidat pour les questions de jeunesse, d'emploi et d'orientation universitaire. Cette fois-ci, elle participe à la campagne présidentielle en tant que membre du Bureau politique du Parti congolais du travail qu'elle a adhéré après avoir dissout son propre parti. Elle est, par ailleurs, pour cette élection, désignée à la tête de l'équipe de campagne du candidat Sassou N'guesso à Dolisie.
À la suite de l'élection présidentielle de mars 2021, le Président élu Denis Sassou-Nguesso, sur proposition du nouveau Premier Ministre Anatole Collinet Makosso, nomme Destinée Doukaga, le 15 mai 2021, Ministre du Tourisme et des Loisirs en remplacement à Arlette Soudan-Nonault.

## Décorations
En reconnaissance de ses prouesses au Ministère de la Jeunesse et de l'Éducation Civique, Destinée Doukaga a reçu le 7 décembre 2017 une décoration honorifique l'élevant au grade d'Officier dans l'Ordre du mérite congolais.
Le 4 décembre 2018, la République Fédérale de Russie reconnait la bravoure et l'engagement de Destinée Doukaga en faveur de la jeunesse et lui décerne ainsi un diplôme et une médaille d'honneur.

## Œuvres
Détentrice d’un baccalauréat scientifique (mathématiques), Destinée Doukaga est une écrivaine qui a publié les ouvrages suivants :
- Mon labyrinthe, Éditions Édilivre, 2014.
- Héros dans mes veines, Éditions Édilivre, 2014.
- Chants du cœur, L'Harmattan, 2016.
- Terre battue, Éditions du Panthéon.
- Moi, Président, L’harmattan, 2019.

### Articles Connexes
- Hugues Ngouélondélé